# Theodor Rümelin
Theodor Rümelin (* 20. Mai 1877 in Besigheim; † 9. November 1920 in München) war ein deutscher Ingenieur (insbesondere für Wasserbau) und der Vater des deutschen Wasserbauingenieurs Burkhart Rümelin.

## Leben
Theodor Hermann Benjamin Rümelin entstammte als Sohn des Professors Theodor Christoph Rümelin und seiner Gattin Marie Wilhelmine, geb. Zeller der alten württembergischen Beamten- und Gelehrtenfamilie Rümelin. Nach dem Abitur am Eberhard-Ludwigs-Gymnasium in Stuttgart wurde er Offizier beim Infanterie-Regiment 125 in Stuttgart, schied jedoch wegen einer Fußverletzung 1898 aus dem Militärdienst aus. Er studierte von 1895 bis 1898 evangelische Theologie an Eberhard Karls Universität Tübingen und wurde Mitglied der Verbindung Normannia Tübingen.  Nach dem Bauingenieur-Studium an der Technischen Hochschule Stuttgart von 1898 bis 1902 war er für eine Bauunternehmung beim Ausbau des Mannheimer Industriehafens und dem Bau der Rheinbrücke bei Ruhrort tätig. 1903 heiratete er Anna Pfleiderer, die ihm zwischen 1904 und 1916 vier Kinder gebar. Im Jahr 1906 absolvierte er die Regierungsbaumeisterprüfung in Stuttgart. Anschließend war er für ein Münchner Bauunternehmen als selbständiger Bauleiter des später Altes Uppenbornwerk genannten Wasserkraftwerks bei Moosburg an der Isar tätig, danach für die Bayerischen Stickstoffwerke beim Ausbau des Wasserkraftwerks Trostberg an der Alz. Die dabei gewonnenen Erkenntnisse flossen ein in seine Dissertation an der Technischen Hochschule Dresden „Wie bewegt sich fließendes Wasser?“  und sein ebenfalls 1913 veröffentlichtes Werk „Wasserkraftanlagen“. Vom Oktober 1913 bis Anfang 1918 war Rümelin Assistent im Wasserbaulaboratorium der Technischen Hochschule Berlin, konnte daneben aber noch verschiedene Entwürfe für Wasserkraftanlagen im In- und Ausland anfertigen. Nebenbei gab er auch noch Unterricht in Mathematik und Physik an der Kadettenanstalt in Berlin-Lichterfelde.
Theodor Rümelin starb im Alter von nur 43 Jahren nach kurzem heftigem Leiden am 9. November 1920 in München. Die Gründung der für die Durchführung des Projektes vorgesehenen Mittlere Isar AG und der offizielle Baubeginn erfolgten zwei Monate nach seinem Tod.
Die Rümelinstraße in München unmittelbar am Stauwehr Oberföhring wurde nach ihm benannt.

## Wasserbauprojekte im In- und Ausland ab 1917
- Wasserkraftstufen Alle und Angerapp in Ostpreußen für Siemens & Halske / Berlin
- Binnenschifffahrtskanal Donau – Schwarzes Meer zwischen Cernavodă und Constanța für Graf Oppersdorf, Mitglied des preußischen Herrenhauses; Anm.: am 26. März 1974 Kopien von Text und Zeichnungen von Ministerialdirektor Burkhart Rümelin in Bukarest an Verkehrsminister Draganescu übergeben.
- Elbe-Beraun-Donau-Kanal von Prag über Pilsen und Cham (Oberpfalz) nach Regensburg für Škoda-Werke, Pilsen
- Ausbau der Elbe mit Staustufen für Škoda-Werke Pilsen
- Staatlicher Ausbau des Mittlere-Isar-Kanals

## Tätigkeit für den Mittlere-Isar-Kanal
Im Februar 1918 wurde er zum Geschäftsführenden Direktor der auf Veranlassung des bayerischen Staates von verschiedenen Banken und Industriellen gegründeten Mittlere Isar GmbH berufen mit dem Auftrag, den Entwurf des Mittlere-Isar-Kanals zu erstellen. Das Projekt umfasste einen Seitenkanal zwischen München und Moosburg, ein Stauwehr in Oberföhring zur Ableitung des Kanals, fünf Wasserkraftanlagen mit zusammen 110 000 PS am Kanal und zwei Speicherbecken von 32 bzw. 3 Mill. m³ Inhalt. Sein Entwurf sah außerdem die Grundwasserabsenkung des 30.000 ha großen Erdinger Mooses zur Gewinnung von neuem Ackerland vor sowie rund 30 Fischteiche zur Schlussreinigung der vorgeklärten Münchener Abwässer am heutigen Ismaninger Speichersee. Diese umfangreichen Planungen konnte er schon zu Beginn des Jahres 1919 abschließen. Sie gingen dann in den Besitz des bayerischen Staates über, der das erste Baulos bereits im April 1919 zur Bekämpfung der Arbeitslosigkeit vergab. Theodor Rümelin war dabei als Mitglied des Direktoriums für den ##Staatlichen Ausbau der Mittleren Isar## mit der Projektleitung und Oberbauleitung befasst.

## Veröffentlichungen
- Gründer und Mitwirkung Zeitschrift WasserWirtschaft.
- Am 19. Juni 1913 Dissertation Wie bewegt sich fließendes Wasser? an der Techn. Hochschule Dresden (Dr.-Ing). 2. Auflage: 1919 im Verlag Zahn & Jaentsch / Dresden.
- Wasserkraftanlagen.  3 Bände. Sammlung Göschen, Berlin / Leipzig 1913; 2. Auflage 1919 in 1 Buch.
- 35 Veröffentlichungen in Fachzeitschriften von 1909 bis 1920